# Pistola Isard
La  Isard era una semi-automatica pistola che sparava 9×23mm Largo da un sistema Massa battente funzionante.
Fu progettato e prodotto dal CIG, su ordine del Govern de la Generalitat di Catalogna durante Guerra civile spagnola, dal 1937 al 1939.

## Storia
Il suo design era molto simile a M1911, con una delle uniche grandi differenze che la Colt M1911 usava un proiettile de .45 ACP, e la pistola Isard usava un proiettile de 9×23mm Largo.